# Волійці
Волійці — водоспад в Українських Карпатах, у масиві Покутсько-Буковинські Карпати. Розташований у межах Косівського району Івано-Франківської області, на захід від села Черганівка (неподалік від присілка Волійці). 
Водоспад утворився на одній з лівих приток річки Волиця (Волійця). Потік збігає двома каскадами по скельному уступу стійких до ерозії пісковиків. Висота перепаду води — бл. 5 м. 
Водоспад важкодоступний, маловідомий. За 600 метрів нижче по течії розташований водоспад Волійці Нижній.

## Світлини та відео

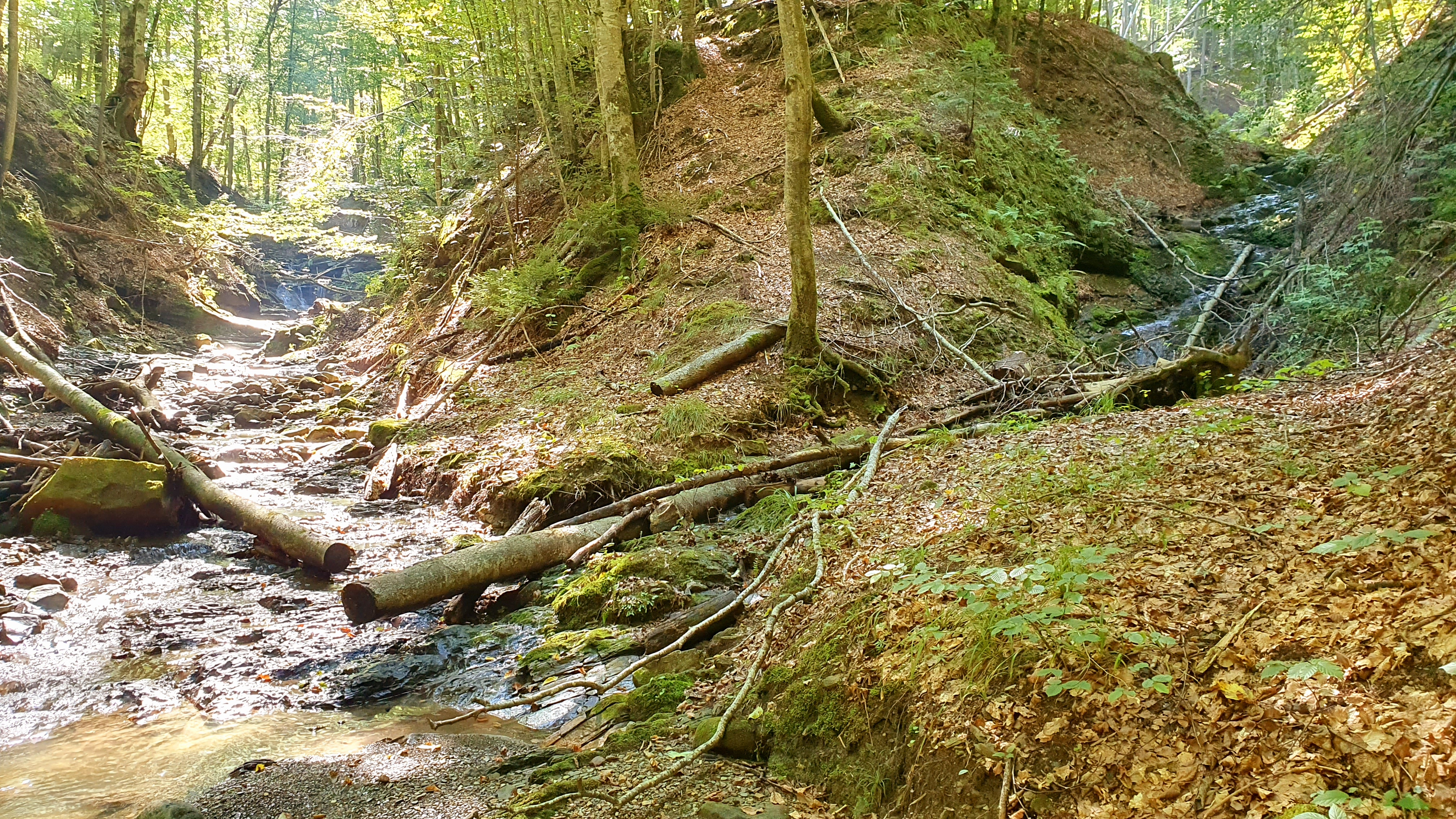
Водоспад здалеку
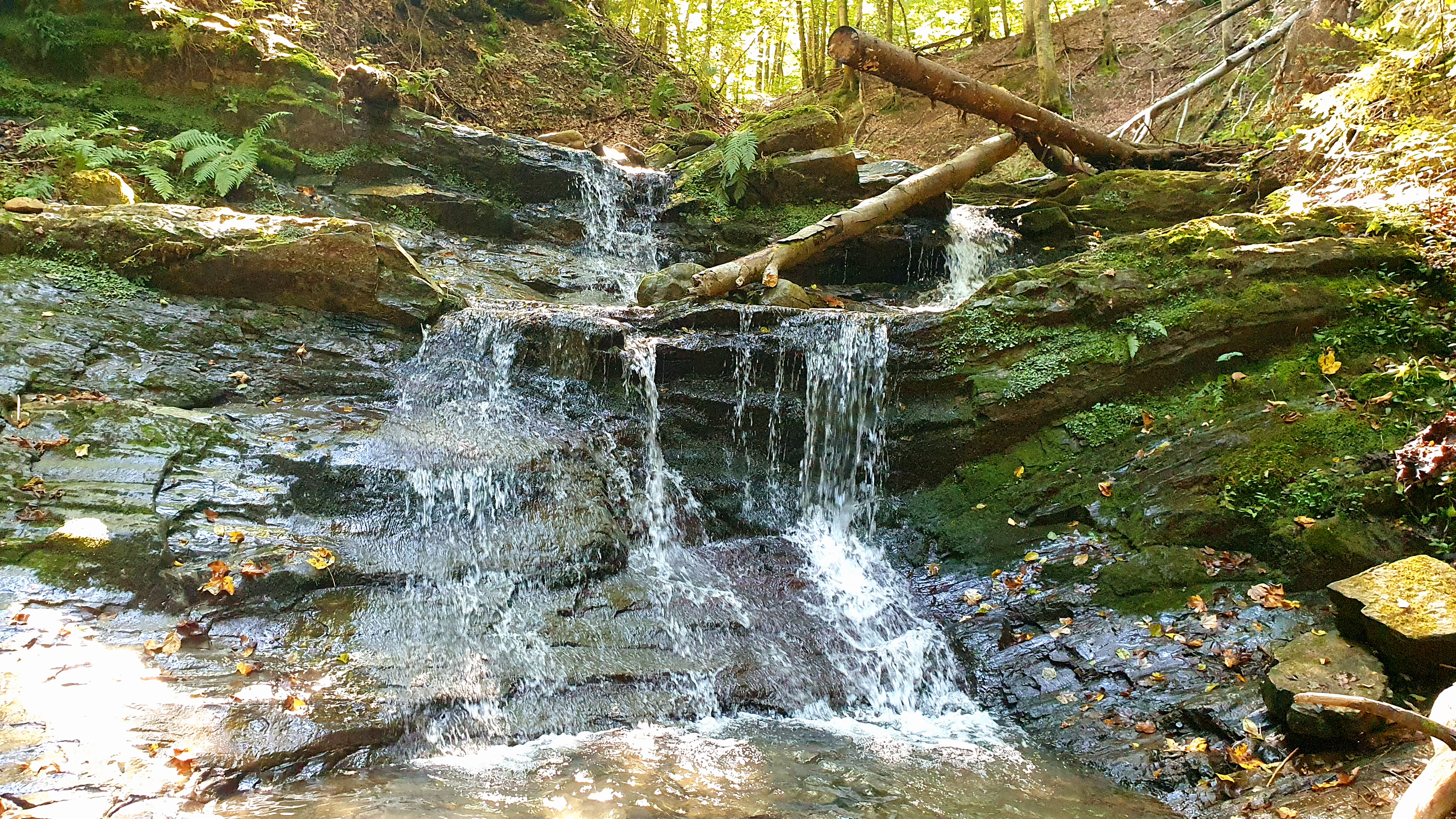
Водоспад зблизька
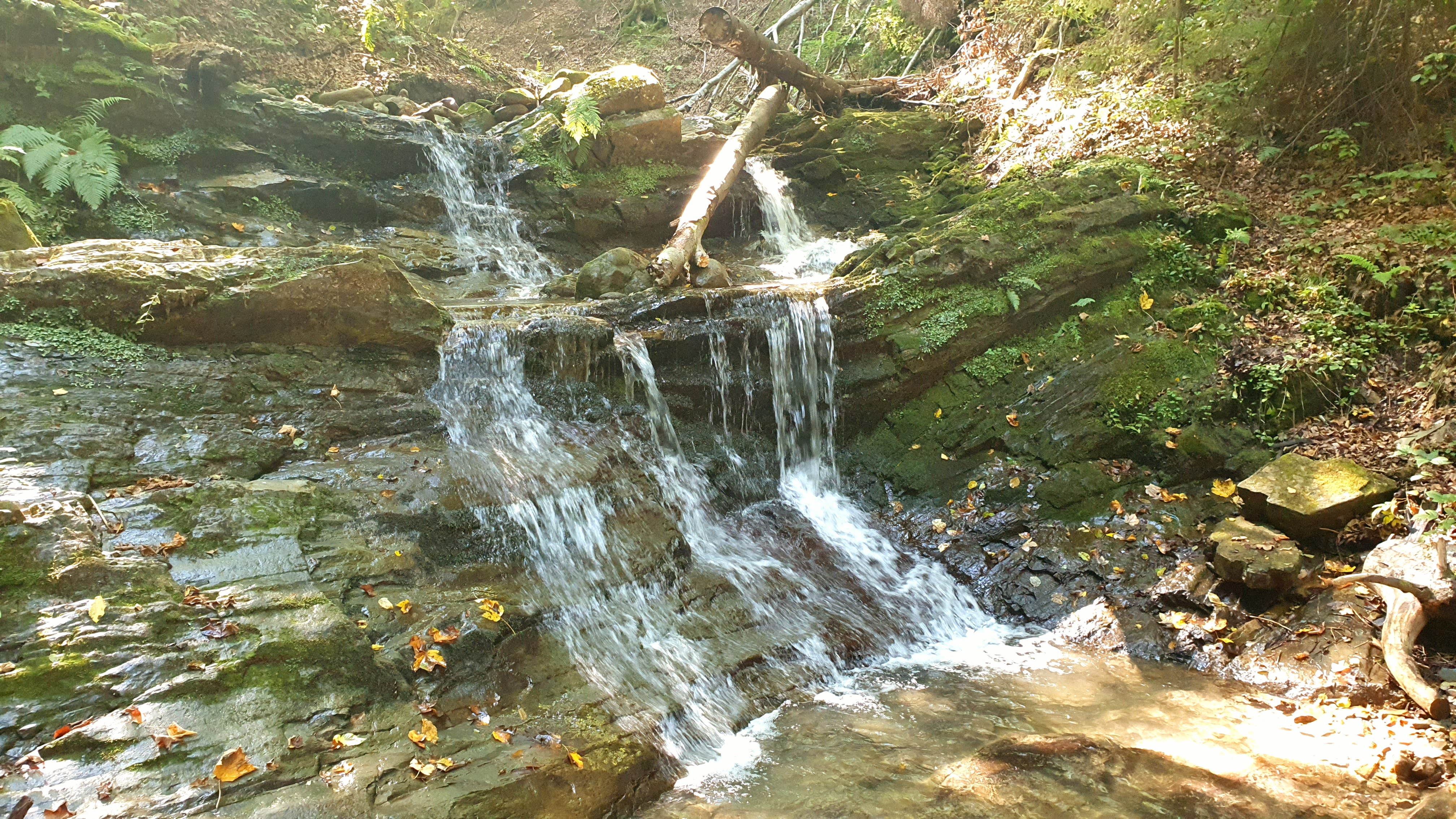
Водоспад збоку
- Відео водоспаду